# (17920) Zarnecki
(17920) Zarnecki (1999 GE9) – planetoida z grupy pasa głównego asteroid okrążająca Słońce w ciągu 3,63 lat w średniej odległości 2,36 j.a. Odkryta 10 kwietnia 1999 roku.